# Mariana Gonxarov
Mariana Gonxarov –o Goncharov– (Moscou, 1904 – Barcelona, 10 de març de 1981), que signava amb els pseudònims de fair (o Fair) i de vegades Mariana García, va ser una il·lustradora russa establerta a Barcelona en la dècada dels anys vint, que es dedicà al cartellisme, la il·lustració i el disseny publicitari.
Les seves creacions es caracteritzen per les siluetes estilitzades de la figura femenina, en imatges elegants i cosmopolites, modernes i esportistes, que combina amb línies geomètriques, una tipografia d'estil racionalista, amb lletres de pal sec, i un gran domini del color.

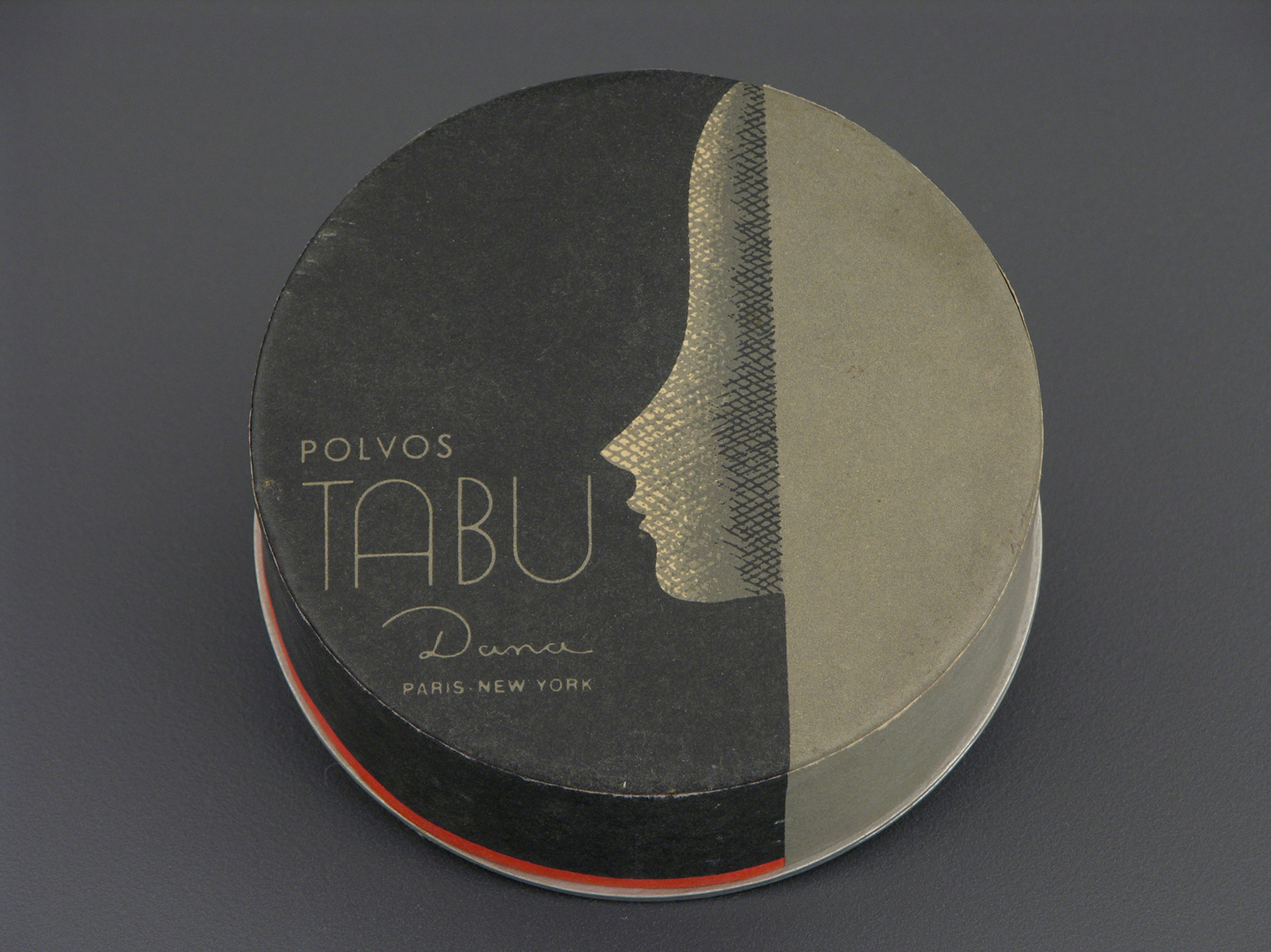
Disseny per a Tabu Pólvores

## Biografia
Durant la infancia visqué amb la família a Suïssa i Itàlia fins que, per la feina del pare –Serguei Gonxarov– arribà a Barcelona el 1921, on la família arrelà. Aprengué aleshores castellà i català, llengües que s'afegien a les que ja parlava: rus, italià, francès i anglès.
Es va casar amb Santiago García Rodríguez, fill de Jaume García-Alsina, ja aleshores propietari del Gimnàs-Solàrium García Alsina, fundat el 1868, el més antic de Barcelona i potser d'Espanya. Amb l'excepció dels anys de la Guerra Civil –que visqué a París, on naixeria el seu fill, el metge Joan Garcia-Alsina–, va viure sempre a Barcelona.

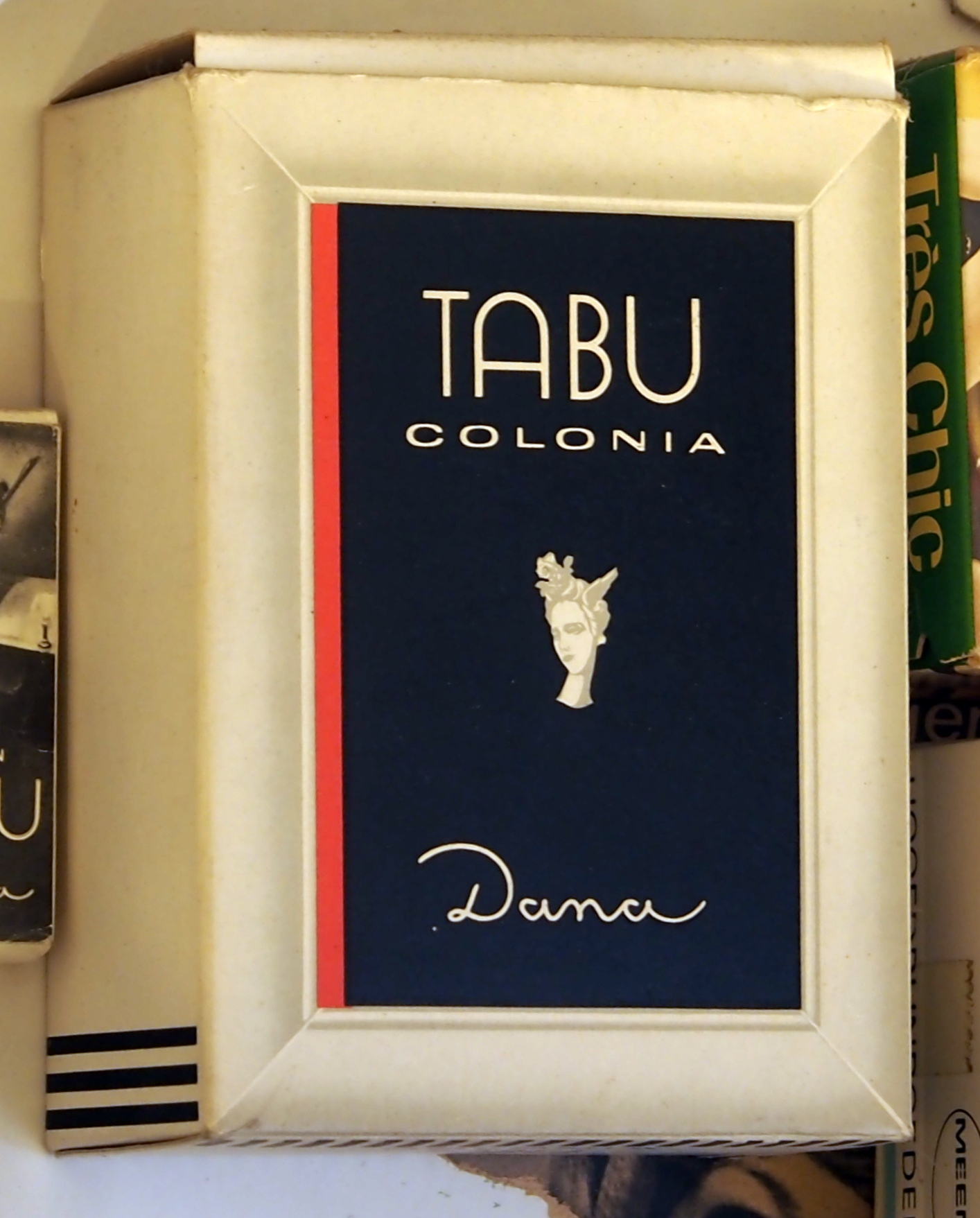
Disseny per a Colònia Tabú

## Activitat professional
Les primeres notícies que se'n tenen com a dibuixant o cartellista són de 1930, any en què va ser guardonada amb el primer premi del cartell del Club Femení i d'Esports de Barcelona, que mostra una figura femenina amb vestit blanc que sosté en una mà una petita figura alada de la victòria –també blanca– i recolza en un llibre l'altra mà. També és de Mariana Gonxarov el cartell per a la Residència d'oficinistes de la Generalitat de Catalunya, que fa servir només dues tintes, blava i vermella, en una composició atrevida i elegant d'una figura femenina esportista.
A més de la publicitat del Gimnàs-Solàrium García Alsina, entre els seus treballs més rellevants destaquen sobretot el packaging dissenyat per a la marca de perfums Dana, en el qual va introduir les seves característiques franges geomètriques. A més del logotip genèric, encara vigent, cal atribuir-li el disseny dels diversos productes que la firma creà al llarg dels anys trenta; així destaca la línia de maquillatges Tabú –que incloïa colònia, sabó, loció, fixador, pólvores, pintallavis...–, que, més o menys adaptat, es continua comercialitzant amb el mateix disseny: uns tons de color verd i blau, amb elements geomètrics negres i vermells i, com sempre, lletres de pal sec. També elaborà per a la mateixa empresa Dana el disseny d'altres productes com Bolero, Madrigal, Resinas Capitosas, Emir, Halago, Verbena, Berenice, Oasis, Luxor, etc.

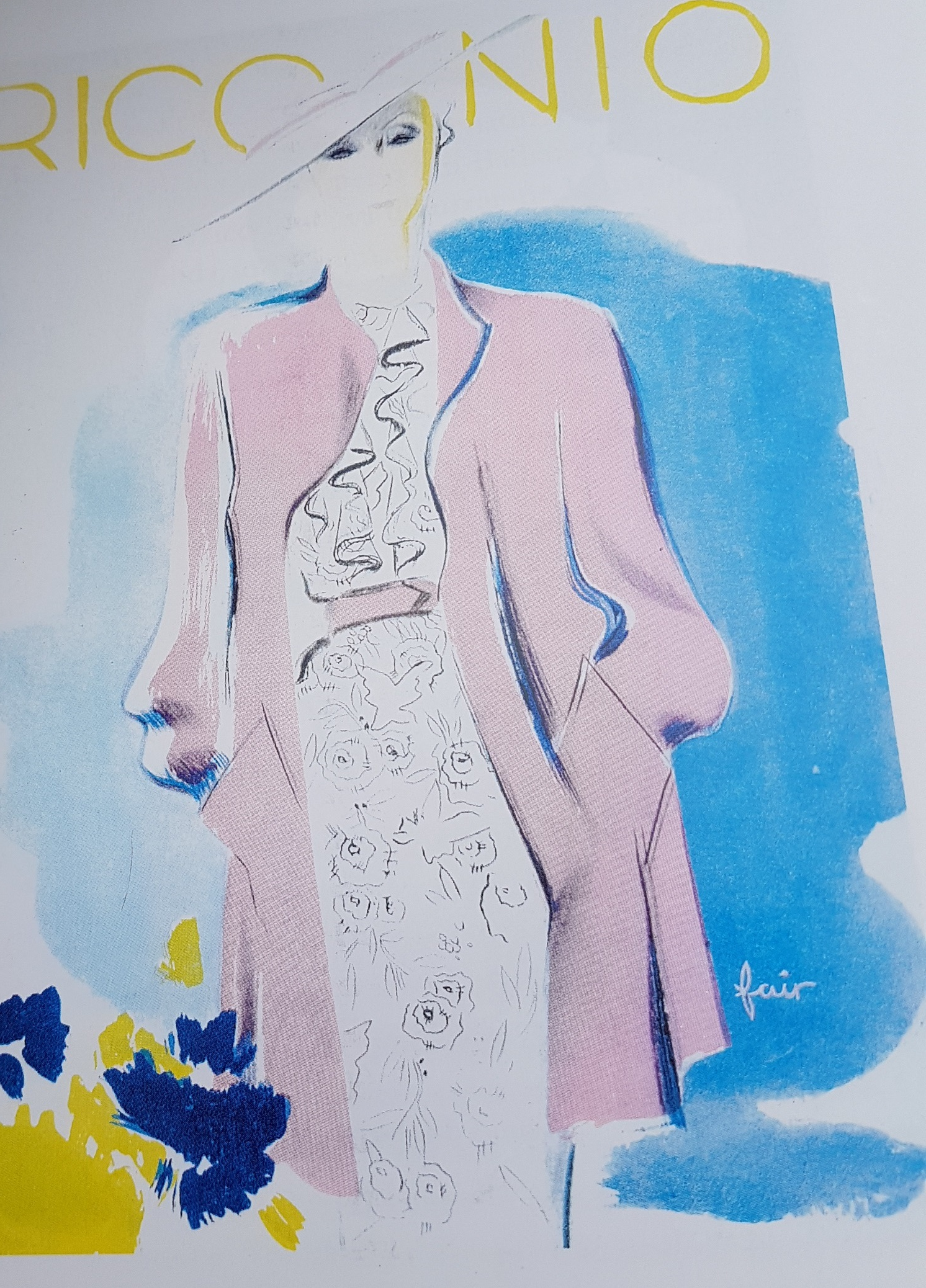
Il·lustració de Mariana Gonxarov -fair- per a la revista Tricornio

Igualment, creà els dissenys editorials i publicitaris per a la Barreteria Badia –després Modes Badia-, una casa de la Gran Via de Barcelona amb la qual col·laborà també en la creació de teixits i estampats. Fou la directora artística de la revista Tricornio. Publicación trimestral de modas, editada per Modas Badia, que ja dirigia almenys des de 1934. També dissenyà publicitat per a la Sastreria Santa Eulàlia i per a Barrets Standard.
Sòcia del Foment de les Arts Decoratives, l'any 1941 participà al II Saló d'Artistes Decoradors, amb esbossos i dibuixos per a Dana i també algun cartell per a Perramon & Badia.
Gonxarov també pintava aquarel·les, tot i que mai va exposar la seva obra pictòrica fora de la dedicació professional.